# L'Œuf et moi
Pour plus de détails, voir Fiche technique et Distribution.
L'Œuf et moi (The Egg and I) est un film américain en noir et blanc réalisé par Chester Erskine, sorti en 1947. 
Il s'agit d'une adaptation de l'autobiographie de Betty MacDonald (en) publiée en 1945, qui fut un best-seller traduit en vingt langues.

## Synopsis
Bob et Betty achètent une ferme pour élever des poules. En arrivant, ils constatent que leur maison est en ruine. Aidés par leurs voisins et leurs treize enfants, la maison devient habitable. Peu après, Betty se méprend sur les intentions de son mari vis-à-vis d'Harriet Putman, la riche et belle propriétaire d’une exploitation agricole. Betty retourne chez sa mère ou elle donne naissance à un enfant. Mais l'amour triomphera.

## Fiche technique
- Titre français : L'Œuf et moi
- Titre original : The Egg and I
- Réalisation : Chester Erskine
- Scénario : Chester Erskine et Fred F. Finklehoffe (en), d'après le roman The Egg and I (en) de Betty MacDonald (en) (1945)
- Musique : Frank Skinner
- Direction artistique : Bernard Herzbrun
- Maquillage : Jack P. Pierce
- Photographie : Milton R. Krasner
- Montage : Russell F. Schoengarth
- Producteurs : Chester Erskine, Fred F. Finklehoffe (en) et Leonard Goldstein (producteur associé)
- Société de production et de distribution : Universal Pictures
- Pays de production :  États-Unis
- Langue originale : anglais américain
- Format : noir et blanc — 35 mm — 1,37:1 — son : mono (Western Electric Recording)
- Genre : comédie, comédie romantique
- Durée : 108 minutes
- Dates de sortie : 
  - États-Unis : 21 mars 1947 (première à Los Angeles)
  - France : 30 janvier 1948

## Distribution

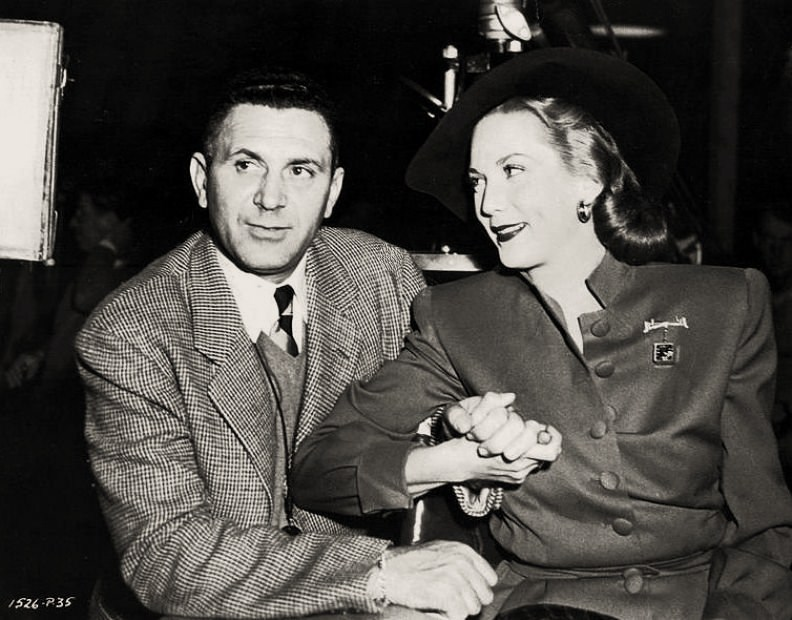
Milton R. Krasner et Louise Allbritton sur le tournage de L'Œuf et moi.

- Claudette Colbert : Betty MacDonald
- Fred MacMurray : Bob MacDonald
- Marjorie Main : Ma Kettle
- Louise Allbritton : Harriet Putnam
- Percy Kilbride : Pa Kettle
- Richard Long : Tom Kettle
- Billy House : Billy Reed
- Ida Moore (en) : Emily
- Donald MacBride : M. Henty
- Samuel S. Hinds : shérif
- Esther Dale : Birdie Hicks
- Elisabeth Risdon : la mère de Betty
- John Berkes : Geoduck
- Dorothy Vaughan : la vieille servante

Acteurs non crédités
- William Bailey : un docteur
- Sam McDaniel : un serveur du train

## Autour du film
Le film, à la suite de son succès, donna lieu à toute une série composée de huit films reprenant les personnages de Ma et Pa Kettle et de leur famille, avec, en tête d’affiche, Marjorie Main et Percy Kilbride dans les mêmes rôles que ceux qu'il jouent dans L'Œuf et moi.